# Sarnesfjorden
Sarnesfjorden er en fjord på sydøstsiden af Magerøya i Nordkap kommune i Troms og Finnmark fylke i Norge.   Den kan regnes som en fjordarm af Porsangerfjorden. Fjorden har indløb mellem Bismarhallen i vest og øen Store Altsula i øst og går 4,5 kilometer mod nordvest til Sarnespollen i enden af fjorden.
Fiskelejet Sarnes på nordsiden har givet navn til fjorden. En række vige danner den indre del af fjorden. Fra nord til syd  ligger Sarnespollen, Ole Arntsavika, Studentervika og Kobbholet. 
Europavej E69 kommer fra Nordkaptunnelen ved Veidnæsset og går langs en del  af vestsiden fjorden.